# Sergio Cardone
Sergio Arnaldo Cardone Solari es un ingeniero comercial y empresario chileno, actual presidente del grupo de centros comerciales local Mall Plaza.
Nació como el tercer hijo de Juan Cardone y Ginnetta Solari, hermana de Alberto Solari y, por tanto, cuñada de Eliana Falabella Peragallo, heredera de la cadena de tiendas Falabella, la cual posee operaciones en varios países de Sudamérica.
Estudió ingeniería comercial en la Pontificia Universidad Católica. Desde allí se incorporó, a los 25 años de edad, al departamento de estudios de Forestal, el holding del grupo que lideraba entonces el empresario Manuel Cruzat. Junto a este y a Juan Braun negociaron la fórmula de reestructuración del holding con la dictadura militar del general Augusto Pinochet, luego de la crisis económica de 1982.
Tras este colapso se mantuvo en el grupo. Luego emigró a Falabella, invitado por su primo Juan Cuneo. Allí inició el proceso de profesionalización de la empresa y la arremetida del grupo en el negocio inmobiliario, a través de la asociación con los operadores de malls y la apertura de tiendas en el sector oriente de la capital, ampliando el público de la cadena. Además, se le sindica como uno de los promotores de la tarjeta de crédito CMR.
Ha destacado en el ámbito de los negocios como socio de la constructora Enaco, el fondo de inversión Sabco y la administradora de fondos de inversión Cimenta, todos de su país.
Casado con Inés Fantuzzi, es padre de cuatro hijos(as), a saber, Macarena, Matías, Valentina y Josefina.

## Nota
1. ↑  En dicho tránsito el conglomerado perdió Provida, el Banco Santiago, la Colocadora Nacional de Valores, las operaciones forestales, CCU y Pesquera Coloso. En sus manos quedaron Minera Pudahuel, el Consorcio Nacional de Seguros-Vida, Loncoleche, Revista Ercilla y algunas operaciones inmobiliarias.

| Predecesor: Juan Andrés Fontaine Talavera | Presidente de Plaza 19 de mayo de 2008 - | Sucesor: En el cargo |

- Datos: Q6125370